# بهترین بهترین‌ها
بهترین بهترین‌ها (انگلیسی: Best of the Best) فیلمی در ژانر اکشن و رزمی است که در سال ۱۹۸۹ منتشر شد.

## خلاصه فیلم
تیمی از آمریکا برای مبارزه با تیم کره عازم مسابقات تکواندو می‌شود. تیم که متشکل از ورزشکاران سراسر کشور است باید با هم همکاری کنند تا در مسابقات پیروز شوند…